# Neoserica fanjingshanica
Neoserica fanjingshanica är en skalbaggsart som beskrevs av Ahrens 2003. Neoserica fanjingshanica ingår i släktet Neoserica och familjen Melolonthidae. Inga underarter finns listade i Catalogue of Life.